# Иванова, Наталья Николаевна (легкоатлетка)
Ната́лья Никола́евна Ивано́ва (род. 25 июня 1981, Москва) — российская легкоатлетка, серебряный призёр Олимпийских игр в эстафете 4×400 метров. Заслуженный мастер спорта России.
Тренер спортивной команды ЦСКА по легкой атлетике и триатлону. Капитан ВС России.

## Карьера
Первым взрослым соревнованием Ивановой был чемпионат Европы в помещении в 2002 году в Вене. На дистанции 400 метров установила личный рекорд, но стала 4-й, уступив всего 0,05 секунды бронзовой призёрше из Ирландии Карен Шинкинс.
В 2003 победила на молодёжном чемпионате Европы в эстафете 4×400 метров. На Олимпийских играх в Афинах вместе с Олесей Красномовец, Татьяной Фировой и Олесей Зыкиной участвовала в полуфинальном забеге в эстафете 4×400 метров. Девушки заняли первое место, но в финале Наталью Иванову и Татьяну Фирову заменили на Наталью Назарову и Наталью Антюх. Россиянки выиграли серебряные медали, уступив сборной США.
На чемпионате Европы в 2006 году участвовала в забегах на 400 метров с барьерами и в эстафете. В барьерном беге она заняла 5-е место, а в эстафете 4×400 со Светланой Поспеловой, Ольгой Зайцевой и Татьяной Вешкуровой выиграла золотую медаль. Через год, на европейском чемпионате в помещении вместе с Олесей Зыкиной, Жанной Кащеевой и Наталей Антюх завоевала серебряную медаль.
На чемпионате мира в 2009 в беге на 400 метров с барьерами не смогла выйти в финал, а на чемпионате Европы в 2010 в финале заняла 7-е место.